# 宮城県仙台第一高等学校
宮城県仙台第一高等学校（みやぎけん せんだいだいいちこうとうがっこう）は宮城県仙台市若林区元茶畑に所在する県立高等学校。通称は「一高」（いちこう）もしくは「仙台一高」（せんだいいちこう）。

## 概要

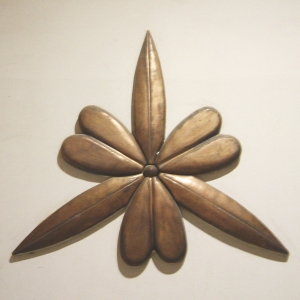
校章

1892年に宮城県尋常中学校として開校。校訓と標語（モットー）として「自重献身」「自発能動」を掲げており、生徒の自主性を重んじる自由な校風である。また、制服がなく私服校であり、一足制を取り入れている。
2012年度より文部科学省からスーパーサイエンスハイスクール (SSH) の指定（5年間）を受け、2017年度より再び指定（5年間）を受け、2023年度より三度目の指定（5年間）を受けた。

## 共学化
10年以上、共学化に対する論争が起こっていたが、2009年に県教委の正式な決定がされたことから、2010年度より共学化された。統廃合はなく、校章・校歌・校名はそのまま使用されている。

## 沿革
- 1892年
  - 4月1日 - 宮城県尋常中学校として設立。
  - 6月6日 - 開校式。同年廃校となった私立東華学校の生徒が編入。（初代校舎）
- 1899年
  - 4月1日 - 宮城県中学校に改称。
  - 7月20日 - 校舎を南六軒丁に新築移転。（第二代校舎）
- 1900年4月1日 - 宮城県第一中学校に改称。
- 1901年7月1日 - 宮城県立第一中学校に改称。
- 1904年6月1日 - 宮城県立仙台第一中学校に改称。
- 1907年1月24日 - 校舎全焼。御真影を守るため宿直者（書記）が殉職。
- 1908年9月1日 - 校舎を元茶畑に新築移転。（第三代校舎）
- 1919年11月1日 - 宮城県仙台第一中学校に改称。
- 1948年4月1日 - 学制改革により宮城県仙台第一高等学校に改称、通信教育部を設置する。
- 1953年10月3日 - 校舎新築起工式（第四代校舎）
- 1962年11月10日 - 校舎落成祝賀式典。
- 1992年12月21日 - 校舎新築竣工。（第五代校舎）
- 2010年4月1日 - 男女共学化。
- 2012年4月1日 - 通信制課程が宮城県美田園高等学校として独立（校舎は暫定で仙台第一高等学校内に設置、2013年4月移転）。また、文部科学省からスーパーサイエンスハイスクール (SSH) の指定（5年間、2017年にも継続して指定）を受ける。

## 校歌・応援歌
- 校歌 - 1909年4月1日制定、作詞：大槻文彦、作曲：岩城寛
- 応援歌一番
- 応援歌二番
- 応援歌三番
- 応援歌四番
- 応援歌五番（凱歌一番）
- 五城の雄
- 起てよ我が友
- 一高行進曲
- 凱歌二番
- 勝利の歌

## 対仙台二高定期戦
対仙台二高定期戦とは、ライバル関係にある仙台二高との間で行われる定期戦の総称である。単に「定期戦」と言った場合には硬式野球定期戦を指す。硬式野球定期戦・三部定期戦以外にも、幾つかの部で定期戦が行われている。

### 硬式野球定期戦
硬式野球定期戦は、仙台二高との硬式野球の定期戦で、毎年5月中旬に行われる。「杜の都の早慶戦」と呼ばれるが、早慶戦よりも起源は古く、1900年から何度か中断されながらも続いている伝統行事である。両校とも、応援団幹部を中心として全校総出で応援合戦を繰り広げるため、両校の生徒にとって最大のイベントとなっている。2007年に仙台二高の共学化に伴い、その存続が危ぶまれていたが、引き続いて開催された。また、東北楽天ゴールデンイーグルスのプロ野球参入に伴う宮城球場（Koboスタ宮城）の改装により、従来の応援形式がとれないなどの問題も発生している。2012年5月12日に実施された定期戦では仙台一高が勝利。優勝回数は仙台一高29回、仙台二高29回（両校引き分けが9回）となった。2021年には再度優勝した。

### アピール行進
1971年の仙台一高・二高野球定期戦開催を前に行進したのが始まり。第1回は、仙台一高側が東北大学片平キャンパス北門前を出発し、東一番丁通り（当時の東一番丁通りは歩行者専用道路ではなく、2車線の車道だった）を北上し、勾当台公園の野外音楽堂前で二高側と落ち合って、双方が応援歌を歌い、エールを交換した。仙台二高ではPR行進と呼ぶ。硬式野球定期戦の前々日に行われ、仙台一高・仙台二高の応援団幹部をそれぞれ先頭とし、以下、各校の1年生全員と2・3年生有志が、応援歌や野次を叫びながら一番町を行進し、西公園までを歩く。前述の聖火リレーのように、仮装をして行進する生徒が多い。

### 三部定期戦
三部定期戦は、以下の部活動における仙台二高との定期戦で、硬式野球定期戦と同時期に行われる。柔道定期戦は年2回で、冬期にも行われる。
- 柔道
- バスケットボール
- バレーボール

このほかラグビー部の定期戦を正月元旦に開催している。

## 壱高祭
仙台一高の文化祭として毎年8月下旬もしくは9月初旬に3日間を使って行われており（1976年度は開催されず）、生徒からの発起人から成り立つ「壱高祭実行委員会」によって運営される。元来、1945年より「文化祭」という名前で毎年10月に行われていたが、1957年に「壱高祭」と改称、2007年の壱高祭で50回目となった。また初夜祭、中夜祭があり、前者が来訪者向け、後者が一高らしい独特の雰囲気のものとなっている。

## 運動祭
仙台一高の体育祭として毎年4月後半に運動祭実行委員会により一日かけて運営される、一高三大行事のひとつである。他校の体育祭とは一風変わり騎馬戦や棒倒しなど伝統的な競技が目立ち、開会式ではお馴染みの一高体操を全校生徒で行う。またこの日は全員が裸足となって競技に参加する決まりとなっている。

## 校舎・設備
学校の敷地は主に校舎のある元茶畑に位置する。現在の校舎は5代目に当たり、地上5階建てで1992年に完成した。体育館ギャラリーにはウエイトスペース、壱高祭でウォーターボーイズも行われるプール棟、校舎から離れた場所に柔道場、卓球場などを含む武道館など。他にも仙台市若林区荒井に硬式野球部専用の第二運動場がある。

## 高校関係者一覧

### 歴代校長
- 初代：大槻文彦（1892年12月28日 - 1895年9月17日） - 日本初の近代国語辞典『言海』編纂者
- 2代：湯目補隆（1895年9月17日 - 1896年7月16日）
- 3代：下條幸次郎（1896年7月25日 - 1902年10月1日）
- 4代：西谷虎二（1902年10月6日 - 1902年12月19日）
- 5代：氏家謙曹（1903年4月17日 - 1904年8月10日）
- 6代：川田正澂（1904年8月10日 - 1909年4月23日） - 元東京府立第一中學校・東京府立高等學校校長
- 7代：櫻田廣利（1909年4月25日 - 1914年2月3日）
- 8代：宗像逸郎（1914年3月12日 - 1920年3月29日） - 柔道家
- 9代：小平高明（1920年3月29日 - 1942年4月4日）
- 10代：小野徳四郎（1942年4月4日 - 1945年12月21日）
- 11代：宮城音五郎（1946年3月21日 - 1950年9月30日） - 工学者、元東北帝国大学名誉教授、元宮城県知事
- 12代：高山政雄（1950年12月1日 - 1955年7月4日） - 元駒場東邦中学校・高等学校校長
- 13代：宇野量介（1955年7月4日 - 1963年7月3日）
- 14代：大竹金彌（1963年8月16日 - 1974年3月31日）
- 15代：北村潮（1974年4月1日 - 1978年3月31日）
- 16代：青木功二（1978年4月1日 - 1981年3月31日）
- 17代：大場恒一（1981年4月1日 - 1988年3月31日）
- 18代：高城公彦（1988年4月1日 - 1991年3月31日）
- 19代：鈴鴨清美（1991年4月1日 - 1993年3月31日） - 宮城教育大学副学長
- 20代：井崎英男（1993年4月1日 - 1996年3月31日）
- 21代：宍戸多聞（1996年4月1日 - 2001年3月31日）
- 22代：菅井茂（2001年4月1日 - 2005年3月31日）
- 23代：北島博（2005年4月1日 - 2010年3月31日）
- 24代：氷室眞也（2010年4月1日 - 2012年3月31日）
- 25代：加藤順一（2012年4月1日 - 2018年3月31日）
- 26代：小林裕介（2018年4月1日 - 2020年3月31日）
- 27代：岡達三（2020年4月1日 -2023年3月31日 ）
- 28代： 樽野幸義（2023年4月1日-）

### 著名な出身者
- 青木存義（中3回） - 国文学者、「どんぐりころころ」をはじめ数多くの文部省唱歌を作詞
- 真山青果（中3回） - 作家
- 吉野作造（中3回） - 政治学者、大正デモクラシーの理論的指導者
- 阿刀田令造（中4回） - 元旧制第二高等学校第9代校長
- 小倉進平（中6回） - 言語学者
- 矢田挿雲（中6回） - 作家
- 大須賀乙字（不明） - 俳人、俳論家
- 一力次郎（中16回） - 元河北新報社社長
- 小倉強（中16回） - 建築家、建築史家
- 井川忠雄（中17回） - 大蔵官僚、門司税関長。戦前の日米交渉に携わる。
- 土井辰雄（中17回）- 聖職者、日本初のローマ教皇の最高顧問である枢機卿
- 高橋文五郎（中17回） - 元参議院議員、栗原鉄道を創立・社長
- 内ヶ﨑贇五郎（中19回） - 元東北電力社長
- 早川種三（中21回） - 会社再建の神様
- 野副鉄男（中26回） - 化学者、東北大学名誉教授
- 平井弥之助（中26回） - 元東北電力副社長、女川原子力発電所の津波対策に尽力
- 島野武（中29回） - 元仙台市長（連続7期）
- 高橋功（中31回） - 元シュヴァイツァー病院医師
- 岩越忠恕（不明） - 元日産自動車社長
- 斎藤秀夫（中33回） - 東北大学名誉教授、法学者、裁判実務など司法学の開拓者として著名
- 加藤陸奥雄（中35回） - 第13代東北大学総長
- 武田豊（中37回） - 元新日本製鐵会長
- 佐藤功（中38回） - 憲法学者、上智大学名誉教授
- 石田名香雄（中46回） - 第15代東北大学総長
- 吉江英四郎（中47回） - 元プロ野球選手
- 一力一夫（中49回） - 河北新報社社主・会長
- 針生一郎（中49回） - 美術評論家
- 板橋興宗（中不明） - 僧侶、元曹洞宗管長
- 二宮康明（中50回） - 紙飛行機の世界的権威、日本紙飛行機協会会長、工学博士
- 重倉祐光（中54回） - 公立諏訪東京理科大学学長
- 佐藤道夫（高3回） - 元参議院議員（民主党）、元札幌高等検察庁検事長
- 菅原文太（高4回） - 俳優
- 井上ひさし（高5回） - 小説家、劇作家
- 樋口陽一（高5回） - 憲法学者、日本学士院会員、東京大学名誉教授、東北大学名誉教授
- 藤原作弥（高8回） - 元日本銀行副総裁
- 市川一朗（高8回） - 参議院議員（自民党）、元国土事務次官
- 亀谷博昭（高11回）- 参議院議員（自民党）、農林水産政務次官
- 入間田宣夫（高12回） - 歴史学者、東北大学名誉教授
- 鎌田宏（高12回） - 七十七銀行相談役
- 齋藤貞（高13回） - 元亘理町長
- 守屋武昌（高15回）- 元防衛事務次官
- 中名生隆（高15回）- 元経済企画事務次官、国民消費生活センター理事長
- 氏家照彦（高17回）- 七十七銀行取締役会長（代表取締役）
- 斎藤和夫（高17回） - 慶應義塾大学法学部名誉教授
- 小池光（高18回） - 歌人、仙台文学館館長
- 清野智（高18回） - 東日本旅客鉄道社長
- 庄子哲雄（高18回） - 東北大学名誉教授、元マサチューセッツ工科大学客員教授、元日本学術会議会員
- 江刺正喜（高19回） - 東北大学原子分子材料科学高等研究機構教授
- 野家啓一（高19回） - 哲学者、東北大学名誉教授、元日本哲学会会長
- 本川達雄（高19回） - 生物学者、東京工業大学名誉教授
- 山崎彰三（高19回） - 監査法人トーマツ代表社員、日本公認会計士協会会長、東北大学会計大学院教授
- 菅野純（高20回） - 早稲田大学名誉教授（臨床心理学）
- 山口猛（高20回） - 映画・演劇評論家、元・状況劇場劇団員
- 菅野隆（高21回） - 映画監督
- 池上政幸[2]（高22回） - 最高裁判所裁判官
- 長谷山彰（高22回） - 法学者、慶應義塾塾長[3]
- 渡辺諒（高22回） - 早稲田大学教育・総合科学学術院教授
- 飯沢耕太郎（高24回） - 写真評論家
- 小笠原倫明（高24回）- 総務事務次官
- 梅原克彦（高24回） - 国際教養大学東アジア調査研究センター教授、元仙台市長
- 木村晃彦（高24回） - 京都大学名誉教授
- 八嶋博人（高24回） - ヴァイオリニスト
- 小川郁（高26回） - 慶應義塾大学医学部教授
- 川上伸昭（高27回） - 文部科学省科学技術・学術政策局長、公立大学法人宮城大学理事長兼学長
- 榊原光裕（高27回） - ピアニスト、音楽家
- 桜井充（高27回） - 参議院議員（自民党）
- 本間洋（高27回） - NTTデータグループ社長兼CEO
- 阿部勉（高28回） - 映画監督
- 千葉光太郎（高28回） - ジャパン マリンユナイテッド社長、日本造船工業会副会長
- 若生俊彦（高28回） - 総務審議官
- 小林英文（高28回）- 七十七銀行取締役頭取（代表取締役）
- 佐藤岩夫（高28回）- 東京大学名誉教授
- 佐伯一麦（高30回） - 作家
- 芦立訓（高31回） - 元文部科学審議官、日本スポーツ振興センター理事長
- 一力雅彦（高31回） - 河北新報社社長
- 菅野仁（高31回） - 社会学者、元宮城教育大学副学長
- 正籬聡（高31回） - NHK副会長
- 山内雅弘（高31回） - 作曲家、東京学芸大学教授
- 一力敦彦（高33回） - 東北放送社長
- 岩井俊二（高33回） - 映画監督
- 宇井貴志（高34回） - 一橋大学経済学研究科教授
- 手間本北栄（通27回）- 彩書家
- 福士謙介（高36回） - 東京大学サステイナビリティ学連携研究機構教授、国連大学高等研究所客員教授
- 坂本タクマ（高38回） - 漫画家
- 加藤文元（高39回） - 数学者、東京工業大学教授
- 小久保英一郎（高39回） - 天文学者、国立天文台教授
- 愛知治郎（高40回） - 元参議院議員（自民党）
- 星恭博（高40回） - 名古屋テレビアナウンサー
- 村上和巳（高40回） - フリージャーナリスト
- ヴィヴィアン佐藤（高40回）- 美術家
- 橋本清仁（高42回） - 元衆議院議員
- 佐藤淳一（高43回） - 岩沼市長
- 月浦崇（高43回） - 認知神経科学者、京都大学大学院人間・環境学研究科教授
- 斎康敬（高44回） - アナウンサー（NHK）
- 志賀賢太郎（高45回） - プロレスラー（プロレスリング・ノア所属）
- 志伯健太郎（高46回） - クリエイティブ・ディレクター
- 林宙紀（高48回） - 元衆議院議員
- 田口隆祐（高50回） - プロレスラー（新日本プロレス所属）
- 片山智彦（高50回） - アナウンサー（NHK）
- 伊藤公一朗（高52回） - 経済学者、シカゴ大学助教授
- 古川洋平（高54回） - クイズ作家
- 阿部真人（高55回） - 数理生物学者、同志社大学准教授
- おいでよ宮城（高56回） - 俳優、料理人、ゆるキャラプロデューサー
- 浅野祥（高60回） - 津軽三味線奏者
- 佐藤朱（高67回） - アナウンサー（東北放送）、元AKB48
- 神野藍　(高70回) -作家、元AV女優

## その他
- 赤パン - 男子は水泳の授業の時に「赤パン」と呼ばれる水着を履く。
- 一高体操 - 一高特有の体操。音楽に合わせて様々な動きを行う。主に、運動祭の準備体操のときに全校生徒によって披露される。
- OBでもある劇作家の井上ひさしの「青葉繁れる」のモデルとなった。

## アクセス
- 仙台市地下鉄東西線連坊駅から徒歩1分

## 関連文献
- 仙台一中・一高百年史（1992年） - 仙台一中・一高百年史編纂委員会編集
- 年表 仙台一中一高の百二十年（2012年） - 創立百二十周年記念事業実行委員会記念誌発行部会編集